# Spătaru, Buzău
Spătaru este un sat în comuna Costești din județul Buzău, Muntenia, România. Se află în zona de câmpie din sudul județului. La Spătaru își are kilometrul zero șoseaua DN2B, care leagă Buzăul de Brăila și Galați.
La sfârșitul secolului al XIX-lea, satul avea 200 de locuitori și 42 de case și făcea parte din comuna Simileasca. În 1925, satul fusese deja transferat comunei Costești.

## Personalități
- Ștefan Gușă (1940–1994), general implicat în represiunea sângeroasă a Revoluției din 1989 de la Timișoara, apoi omul care a refuzat "ajutorul" militar sovietic fiind demis din funcția de șef al M. st. major al armatei.